# Shaktinagar
Shaktinagar è una suddivisione dell'India, classificata come census town, di 18.983 abitanti, situata nel distretto di Raichur, nello stato federato del Karnataka. In base al numero di abitanti la città rientra nella classe IV (da 10.000 a 19.999 persone).

## Geografia fisica
La città è situata a 16° 21' 46 N e 77° 20' 49 E.

## Società

### Evoluzione demografica
Al censimento del 2001 la popolazione di Shaktinagar assommava a 18.983 persone, delle quali 9.842 maschi e 9.141 femmine. I bambini di età inferiore o uguale ai sei anni assommavano a 2.380, dei quali 1.221 maschi e 1.159 femmine. Infine, coloro che erano in grado di saper almeno leggere e scrivere erano 12.363, dei quali 7.310 maschi e 5.053 femmine.